# ヴァージル・ヒル
ヴァージル・ユージーン・ヒル（Virgil Eugene Hill、1964年1月18日 - ）は、アメリカ合衆国の男性プロボクサー。元WBA・IBF世界ライトヘビー級統一王者。元WBA世界クルーザー級王者。世界2階級制覇王者。1984年ロサンゼルスオリンピックではミドル級の銀メダルを獲得した。
ネイティブ・アメリカンをルーツに持つ事からウォーボネット（インディアンが被っている羽が付いた帽子）を着用して登場する事が多かった。
2013年6月には自身の功績が認められボクシング殿堂入りを果たした。現在はプロモーターとしてクィックシルバー・ヒル・プロモーションを主宰している。

## 来歴

### 幼少・アマチュア時代
1964年にミズーリ州クリントンに生まれた。ネイティブ・アメリカンのチェロキー族のクオーターである。彼が3歳の時に家族がノースダコタ州に転居し、そこで育った。ボクシングは父親の手ほどきを受けて8歳の時から始めた。アマチュア時代には全米のナショナルゴールデングローブチャンピオンになり、1984年ロサンゼルスオリンピックにミドル級のアメリカ代表として出場して銀メダルを獲得した。1984年11月15日にライトヘビー級でプロデビューした。アマチュアの戦績は288勝11敗。

### プロボクサー（ライトヘビー級）時代
1986年12月11日、WBCコンチネンタルライトヘビー級王座を獲得した。
1987年5月1日、マービン・カメルを破る。
1987年9月5日、トリニダード・トバゴ出身のレスリー・スチュアートを4回TKOで破りWBA世界ライトヘビー級王座を獲得。
同王座を10度防衛した後、1991年6月3日、トーマス・ハーンズに僅差の判定で敗れて王座から陥落した。
1992年9月29日、WBA世界ライトヘビー級王座を元世界王者のフランク・テートと争い、負傷判定勝ちで王座を獲得。
その後 アドルフォ・ワシントン、ファブリス・ティオゾ、 ルー・デル・パーレなどの後の世界王者達を退け9度防衛した後、10度目の防衛戦でIBF王座を長期防衛していたドイツのヘンリー・マスケと統一戦を行い、これに12回判定で勝ちを収めIBF王座も奪取した。
1997年6月13日、WBOチャンピオン、ポーランドのダリユシュ・ミハルチェフスキとの統一戦に判定で敗れ王座から陥落した。
1998年4月25日、当時パウンド・フォー・パウンド最強と言われていたロイ・ジョーンズ・ジュニアに挑戦し、4回でキャリア初のKO負けを喫した。

### プロボクサー（クルーザー級）時代
34歳になってからクルーザー級に階級を上げ2000年12月9日、フランスで過去に対戦した経験のあるファブリス・ティオゾを1回TKOで破りWBA世界クルーザー級王座を獲得した。
2002年2月23日、ジャン＝マルク・モルメクに9回TKOで敗れ防衛は出来なかった。
2003年7月5日、元WBC世界ライトヘビー級王者のドニー・ラロンドと対戦し、判定勝利を挙げラロンドに引導を渡した。
2004年5月22日、再度ジャン＝マルク・モルメクに挑戦するが僅差の判定で敗れた。
その後、モルメクがスーパー王者に認定されると同時に空位になったWBA王座を、2006年1月27日、ヴァレリー・ブラドフと争いこれに勝利して再度チャンピオンに返り咲いた。
2007年4月約10年ぶりに復帰したヘンリー・マスケが、唯一の敗戦を喫した相手で現クルーザー級王者のバージル・ヒルに判定勝ちして10年前の借りを返された。
2007年11月24日に暫定王者のフィラット・アルスランと王座統一戦を行い、これに12回判定で敗れ王座から陥落した。この試合を最後に現役を引退した。
2015年2月28日、51歳で約7年ぶりとなる試合をロジャー・カントレルと対戦、2回TKO勝利を収め正式に現役を引退した。

## 獲得タイトル
- ロサンゼルスオリンピックミドル級銀メダル
- WBCコンチネンタル全米ライトヘビー級王座
- WBCインターナショナルライトヘビー級王座
- IBA世界クルーザー級王座
- WBA世界ライトヘビー級王座（1期目は防衛11度。2期目は防衛10度。）
- IBF世界ライトヘビー級王座（防衛0）
- WBA世界クルーザー級王座（1期目は防衛0度。2期目も防衛0度。）